# Matt Burke
Pour les articles homonymes, voir Burke.

a Compétitions nationales et continentales officielles uniquement.

b Matchs officiels uniquement.
Dernière mise à jour le 26 janvier 2024.
Matt Burke, né le 26 mars 1973 à Sydney (Australie), est un joueur international australien de rugby à XV, évoluant principalement au poste d'arrière.
Il ne doit pas être confondu avec Matthew Burke, autre international australien.

## Carrière
Après avoir perdu en finale de la Coupe du monde de rugby à sept 1993, Matt Burke obtient sa première sélection avec les Wallabies contre les Sprinboks le 21 août 1993. 
Convoqué pour disputer la Coupe du monde 1999, il s'illustre lors de la finale gagnée face à la France en inscrivant sept pénalités et deux transformations.  
Considéré comme l'un des meilleurs arrières au monde, il est également un formidable buteur. Il a d'ailleurs à ce poste un formidable rival chez ses adversaires All-Blacks en la personne de Andrew Mehrtens qui l'a dépossédé en mai 2005 du record de nombre de points marqués dans le Super 12, record qu'il détenait avec 959 points. 
Il est également le deuxième meilleur marqueur, derrière Michael Lynagh, des Wallabies.

### En club
- 1990-1995 : Eastwood ()
- 2004-2008 : Newcastle Falcons ()

### En province
- 1990-2004 : New South Wales Waratahs ()

## Palmarès

### En club et province
- 115 sélections avec la province de New South Wales (record)
- 79 matchs de Super 12 avec les Waratahs  (deuxième au classement des plus capés)

### En équipe d'Australie
- vainqueur de la Coupe du monde de rugby 1999 au Pays de Galles
- finaliste de la Coupe du monde de rugby 2003 en Australie
- vainqueur du Tri-nations en 2000 et 2001
- 81 sélections  de 1993 à 2004
- 878 points en tests matchs
- Tests par saison : 2 en 1993, 4 en 1994, 5 en 1995, 11 en 1996, 2 en 1997, 8 en 1998, 12 en 1999, 3 en 2000, 11 en 2001, 10 en 2002, 8 en 2003, 5 en 2004